# Мансфельд, Вольфганг фон
Граф Вольфганг фон Мансфельд (нем. Wolfgang von Mansfeld; 1575 — 15 мая 1638, Вена) — саксонский и австрийский (имперский) военачальник, имперский фельдмаршал (1632). 

## Исторический контекст
В ходе Тридцатилетней войны — масштабного конфликта между протестантами и католиками, охватившего всю Германию и соседние страны, влиятельный протестантский немецкий род Мансфельдов занимал противоречивую позицию. 
Так, Эрнст фон Мансфельд на протяжении всей войны сражался за протестантов и являлся одним из ключевых военачальников шведского короля — ключевого противника австрийского императора. 
Младший брат Вольфганга, Филипп фон Мансфельд, сначала сражался на стороне шведов, но затем попал в австрийский плен. Филипп был освобождён после того, как перед императором за него заступился брат, принял католичество и поступил на австрийскую службу, где тоже стал фельдмаршалом. 
Наконец, сам Вольфганг фон Мансфельд, первоначально — протестант, начал свою карьеру в рядах австрийской армии, затем попробовал себя на военной и дипломатической службе двух более мелких германских государств — Саксонии и Гессена, и лишь затем окончательно вернулся на австрийскую службу. В 1630-е годы он проявил себя организатором жестоких гонений на протестантов, хотя сам перешёл в католичество только в 1627 году, когда ему было примерно 52 года. 

## Биография
Родился в 1575 году в австрийской Венгрии в семье графа Бруно Мансфельда из разветвлённого графского рода Мансфельдов. Кроме Филиппа, имел ещё одного успешного в карьерном отношении брата — Бруно, занимавшего высокие посты при австрийском дворе. 
В молодости Вольфганг сражался на стороне императора на своей родине против венгерских повстанцев и отличился при осаде Грана в 1605 году. Во время Войны за клевское наследство (1609—1614) находился на саксонской службе: сперва как саксонский посол во Франции, затем — как военачальник. Затем он какое-то время занимал пост губернатора Дармштадта на гессенской службе, после чего вернулся на саксонскую и был отправлен в качестве представителя саксонского правителя на выборы австрийского императора Фердинанда II.
В начале Тридцатилетней войны (в 1620 году) Вольфганг фон Масфельд с вспомогательным контингентом саксонских войск из Саксонии прибыл в Лужицкую Сербию и принимал участие в осаде Бауцена.
После этого он снова поступил на имперскую службу и был назначен главнокомандующим в своём родном городе Раабе (1623). За службу императору был награждён имениями Шлукенау и Хайнспах. В 1624 году Вольфганг фон Мансфельд возглавил вспомогательные австрийские войска, направленные на усиление испанских союзников в Италии. Вернувшись из Италии, он, вероятно, имел честь нести  одну из императорских регалий — державу на коронации Фердинанда, как короля Венгрии. В 1627 году принял католичество (до этого являлся протестантом). В том же году император подарил ему имение Ротенбург-ан-Заале.
В 1628 году Вольфганг фон Мансфельд служил имперским комиссаром Богемского сейма (съезда) в Праге. Затем принял участие в битве за Магдебург, где был задействован на особенно ожесточенном участке. За это время его собственные владения были разграблены, а после битвы при Брайтенфельде ему пришлось оставить свой замок шведам. Затем он стал губернатором только что взятого города Магдебурга, княжества-архиепископства Магдебург и княжества-епископства Хальберштадт. Там он проводил жестокие гонения на протестантов, желая полностью очистить от них земли Магдебурга. Он также хотел переименовать город в Мариенбург (в честь Девы Марии), но это не встретило понимания у императора. 
В 1632 году шведские войска осадили Мансфельда в Магдебурге. Он успешно защищал город до тех пор, пока осаждающие шведы не отступили перед австрийской армией шедшего на выручку Паппенгейма. Однако и Манфсельд с оставшимися у него 2 000 солдат вынужден был оставить полностью разорённый и обречённый на голод Магдебург, предварительно взорвав его укрепления, чтобы шведы не смогли в свой черёд ими воспользоваться для обороны от австрийцев. В последующие годы, по крайней мере, часть времени проводил в Вене. Являлся камергером и советником императора. 
Был женат на Софии Шенк-фон-Таутенбург, молодой вдове графа фон Сольмс-Зонненвальде. В этом браке родилось пятеро детей.
Скончался в 1638 году в Вене.